# Hospital de Santa María de Esgueva
El Hospital de Santa María de Esgueva (también denominado Hospital de Esgueva o Palacio del Conde Ansúrez) fue un antiguo hospital situado en el centro de la ciudad de Valladolid, España. 

## Historia
Se ubicaba en la actual calle de la Esgueva de la ciudad el que fue llamado palacio del Conde Ansúrez. El palacio se construyó a partir del año 1074 por mandato del propio Pedro Ansúrez a un árabe llamado Mahomed. El palacio serviría como residencia del propio conde, de su esposa Eylo Alfonso y sus hijos (de hecho, Ansúrez falleció en él en 1118). No se conserva la escritura fundacional del hospital –posiblemente se perdiese en un incendio-, pero cedió el palacio para instalarlo y creó una cofradía de caballeros de patronato real con el título de patronos del hospital, conocidos inicialmente como Caballeros de Santa María de los Escuderos y posteriormente como Caballeros de Santa María de Esgueva. Bajo el patronazgo de Alfonso VI de Castilla, las rentas anuales asignadas fueron de 6000 ducados.
Según apunta Matías Sangrador, en el epitafio de Pedro Ansúrez en la catedral de Valladolid figuraba:

dexó el Hospital de Esgueva con otros dos hospitales.

Creadas las Juntas municipales de Beneficencia por Real Decreto en 1836, el Hospital de Santa María de Esgueva perdió todas sus prerrogativas y quedó desde entonces a cargo de dicha Junta. 
El hospital, el más antiguo de la ciudad, fue muy transformado arquitectónicamente a lo largo de los siglos, por lo que los testimonios de su configuración en sus últimas décadas aparecen recogidos en las obras de Casimiro González García-Valladolid, Juan Agapito y Revilla y José de Tiedra.
La fachada contaba con una lápida colocada el día 20 de noviembre de 1861 con la siguiente inscripción: «Al conde Don Pedro Ansúrez, Valladolid agradecida». Tenía unas estatuas de piedra a los costados de la puerta de entrada principal, que representaban al arcángel San Gabriel y la Virgen María en el misterio de la Anunciación. El resto del decorado era moderno y lo formaban los escudos de armas de la ciudad y del conde entrelazados, y el busto de éste con la fecha 1879, grabado todo en una gran lápida de piedra con la inscripción siguiente: 

Hospital Municipal de Santa María de Esgueva. Fundado por el conde Ansúrez a cuya memoria dedica este recuerdo la ciudad agradecida. 1879

El edificio siguió en pie hasta 1970, cuando fue derribado junto a todas las viviendas de su entorno para construir un bloque de viviendas.